# Nevado de Toluca
A Nevado de Toluca (nevének jelentése: „tolucai havas”) vagy navatl eredetű nevén Xinantécatl egy közel 4700 méter magas kialudt vulkán Mexikó México államában, az ország negyedik legmagasabb hegye.

## Elhelyezkedése
A hegy México szövetségi állam középső részén, Mexikóvárostól 70 km-re nyugat–délnyugati irányban, Toluca de Lerdótól 20 km-re délnyugatra emelkedik. A nagyobb, zöldes árnyalatú Sol és a kisebb, kékes Luna nevű tavakat körülölelő kráter szélén emelkedő csúcsok közül többet külön névvel illetnek, így például létezik Pico del Fraile („a szerzetes csúcsa”), El Águila („a sas”) és El Capitán („a kapitány”) is.
Maga a kráter Toluca község területén található, de a hegy lejtői átnyúlnak nyugaton Zinacantepec, délnyugaton Coatepec Harinas, délkeleten Villa Guerrero, keleten pedig Tenango del Valle és Calimaya községek területére is.
Csúcsa közúton is megközelíthető, bár az utóbbi években környezetvédelmi okokra hivatkozva az út csúcsközeli szakaszát lezárták a forgalom elől. Az út a Tolucát Temascaltepec de Gonzálezszel összekötő 134-es főútról ágazik le Raíces település felé.
A hegyen az éghajlat a nagy magasság miatt Mexikó nagy részétől eltérően viszonylag hideg, az éves átlaghőmérséklet 2–12 °C. A csapadék mennyisége 1200–2000 mm évente.

## Korábbi nemzeti park, ma növény- és állatvilág-védelmi terület
Lázaro Cárdenas elnök idején, 1936. január 25-én hozták létre a területen a Nevado de Toluca Nemzeti Parkot, majd 1937. február 19-én a parkon belül egy erdőrezervátumot is kialakítottak. 2013. október elsején módosították a besorolást, azóta már csak növény- és állatvilág-védelmi terület (Área de Protección de Flora y Fauna).
A környék erdővel kevéssé borított, de vannak kisebb fenyőerdők és fenyves–tölgyes társulások is, jellemző fa például az azték jegenyefenyő. Gyakoriak a perjefélék, a mohák és a zuzmók, összesen 49 nemzetség 91 növényfaját figyelték meg. A Sol krátertóra a fitoplanktonok jellemzőek, három jellegzetes faja a Peridinium lomnickii, a Peridinium willei és a Dinobryum cilindricum alpinum.
Állatvilágát főként gyíkok és kisebb rágcsálók alkotják, de megfordul itt több madár is, például az Atlapetes virenticeps nevű verébalkatú, a poszméhkolibri, a bajszos ökörszem, a szürkecsíkos ökörszem, a barnafejű fülemülerigó, a Harpyhaliaetus solitarius nevű ölyvforma, a Lepidocolaptes leucogaster nevű fahágó, a kék gezerigó, a Toxostoma ocellatum nevű gezerigóféle és a Vireo brevipennis nevű lombgébicsféle. Endemikus faj a Pseudothelphusa granatensis nevű rák.